# Prowl
Prowl is een Amerikaanse horrorfilm uit 2010 onder regie van Patrik Syversen.

## Verhaal
Amber (Courtney Hope) heeft het helemaal gehad met haar leven in het kleine Amerikaanse plaatsje waarin ze woont. Haar vader is overleden, haar moeder alcoholist en ze blijkt bovendien geadopteerd. Ze wil naar Chicago en krijgt haar vrienden Peter (Joshua Bowman), Suzy (Ruta Gedmintas), Eric (Oliver Hawes), Fiona (Perdita Weeks) en Ray (Jamie Blackley) zover om met haar mee te gaan naar de ondertekening van het huurcontract van een woning. Onderweg begeeft hun auto het, maar de passerende vrachtwagenchauffeur Bernard (Bruce Payne) geeft de groep een lift in de laadruimte van zijn wagen.
De reis duurt en duurt zonder dat Bernard stopt. Reageren op hun pogingen iets naar hem te roepen doet hij ook niet. De lading die hij vervoert, blijkt daarbij te bestaan uit honderden liters bloed. Wanneer de vrachtwagen uiteindelijk toch stopt en de laadklep opengaat, is Bernard verdwenen. De groep bevindt zich in een donker, verlaten en hermetisch afgesloten pakhuis en blijkt daar niet alleen te zijn. Een vrouw genaamd Veronica (Saxon Trainor) gebruikt de ruimte om een troep razende vampieren te trainen in het jagen op menselijke prooi.

## Rolverdeling
- Ruta Gedmintas - Suzy
- Joshua Bowman - Peter
- Perdita Weeks - Fiona
- Jamie Blackley - Ray
- Courtney Hope - Amber
- Saxon Trainor - Veronica
- Bruce Payne - Bernard
- Oliver Hawes - Eric
- Atanas Srebrev - Max
- Michael Johnson - Keith